# جون جاكسون (منافس ألعاب قوى)
جون جاكسون (بالإنجليزية: John Jackson)‏ هو منافس ألعاب قوى بريطاني، ولد في 29 سبتمبر 1941.

## وصلات خارجية
- جون جاكسون على موقع أوليمبيديا (الإنجليزية)